# Stor daggmask
Stor daggmask (Lumbricus terrestris) är en art inom daggmasksläktet, familjen daggmaskar. Den kan bli upptill 30 centimeter lång och är blågråaktig till något rödviolett i färgen. Den är inhemsk för Europa och den största förekommande daggmasken i Sverige.
Stor daggmask förekommer även i andra delar av världen där klimat och markförhållanden är lämpliga genom introduktion av människan. 
Den stora daggmasken har som alla daggmaskar ett hydrostatiskt skelett, uppdelat i ringlika segment. Daggmaskar har även längsgående muskler och ringmuskler, vilka verkar genom att dra samman daggmaskens kropp respektive pressa den framåt. Detta och de hydrostatiska skelettsegmenten gör att de kan röra sig med god koordination. 